# Harran, Idlib
Harran, Idlib (tiếng Ả Rập: حران) là một ngôi làng Syria nằm ở Maarrat al-Nu'man Nahiyah ở huyện Maarrat al-Nu'man, Idlib. Theo Cục Thống kê Trung ương Syria (CBS), Harran, Idlib có dân số 456 người trong cuộc điều tra dân số năm 2004.